# Glenn Ford
Gwyllyn Samuel Newton Ford, detto Glenn (Sainte-Christine-d'Auvergne, 1º maggio 1916 – Beverly Hills, 30 agosto 2006), è stato un attore canadese naturalizzato statunitense, conosciuto per le sue interpretazioni in film western e noir nei quali ricoprì il ruolo dell'uomo comune in circostanze inusuali.
Fu una delle più grandi star dell'epoca d'oro di Hollywood. Particolarmente amato dal pubblico, prese parte a pellicole di enorme successo divenendo uno degli attori più pagati della sua epoca e, in particolare, fu tre volte nella top ten degli attori col maggiore guadagno dell'anno, raggiungendo nel 1958 il primo posto.
Tra i suoi film più celebri, Gilda (1946), che gli diede fama internazionale, Il grande caldo (1953), Il seme della violenza (1955), Quel treno per Yuma (1957), Angeli con la pistola (1961), per il quale vinse un Golden Globe, I quattro cavalieri dell'Apocalisse (1962), La battaglia di Midway (1976), Superman (1978).

## Biografia
Nacque il 1º maggio 1916 a Sainte-Christine-d'Auvergne (Québec) in Canada, figlio di Hannah Wood (nata Mitchell) e Newton Ford, un ingegnere ferroviario della Canadian Pacific Railway. Ford era pronipote dal ramo paterno del Primo ministro del Canada, Sir John A. Macdonald, e imparentato con Martin Van Buren, ottavo presidente degli Stati Uniti. Nel 1922, quando aveva 6 anni, emigrò con la famiglia in California, prima a Venice e poi a Santa Monica; il padre Newton divenne un macchinista per la Venice Electric Tram Company, incarico che lo occupò fino alla morte nel 1940.
Dopo il diploma conseguito alla Santa Monica High School, lavorò in piccole compagnie teatrali. Mentre frequentava la scuola, lavorò come stalliere anche per Will Rogers. Ford dichiarò in un'intervista che il padre non si oppose al suo interesse per la recitazione, ma gli raccomandò di imparare comunque un mestiere alternativo a quello dell'attore. In effetti Ford, quando era ormai già un'affermata star di Hollywood, svolgeva regolarmente lavori manuali nella propria residenza come idraulico ed elettricista.
La sua prima interpretazione, ancora accreditato col suo vero nome, fu nel film Night in Manhattan (1937). Divenuto cittadino statunitense il 10 novembre 1939, dopo aver girato il film Martin Eden (1942) dovette interrompere la sua promettente carriera cinematografica quando partì come volontario con la Marina statunitense durante la seconda guerra mondiale. In seguito, sia durante la guerra di Corea che quella del Vietnam, si recò a visitare le truppe statunitensi.

### Gildae il successo

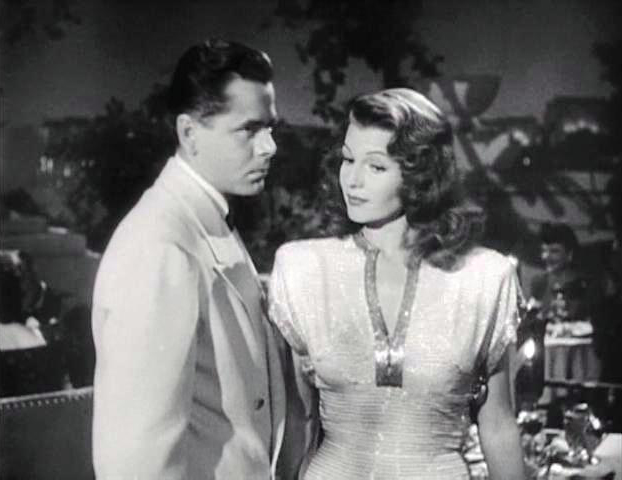
Ford con Rita Hayworth in Gilda di Charles Vidor (1946)

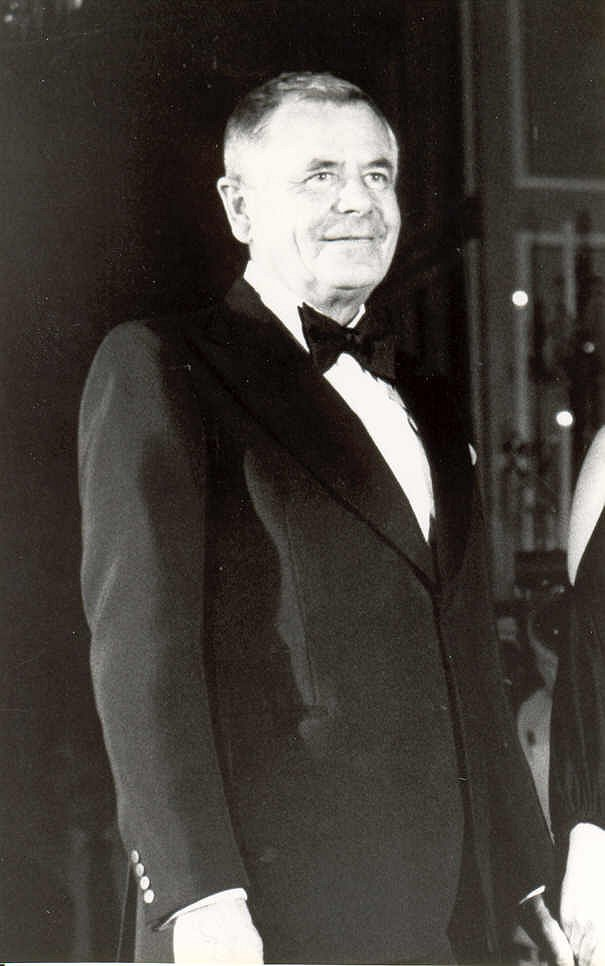
L'attore nel 1979

Dopo il servizio militare, la sua carriera prese slancio e gli consentì di ricoprire ruoli in film memorabili come Gilda (1946), in cui recitò a fianco di Rita Hayworth. Con lei interpretò altri tre film, Gli amori di Carmen (1948), Trinidad (1952) e La trappola mortale (1965).
La sua carriera proseguì durante gli anni quaranta fino agli anni sessanta, periodo in cui recitò con altre grandi attrici come Bette Davis in L'anima e il volto (1946), Gloria Grahame nei noir Il grande caldo (1953) e La bestia umana (1954), entrambi di Fritz Lang, Barbara Stanwyck in Uomini violenti (1955), e continuò fino ai primi anni novanta con un maggior numero di ruoli televisivi.
Tra le sue interpretazioni più famose in film d'azione, thriller e drammi, sono da ricordare Il seme della violenza (1955), Oltre il destino (1956), Operazione terrore (1962), I quattro cavalieri dell'Apocalisse (1962), Superman (1978), in cui interpretò la parte del padre adottivo del supereroe. Fu anche interprete di celebri western come La pistola sepolta (1955), Vento di terre lontane (1956), Quel treno per Yuma (1957), Cimarron (1960) e Smith, un cowboy per gli indiani (1969), e di commedie come La casa da tè alla luna d'agosto (1956), Alla larga dal mare (1957) e Una fidanzata per papà (1963).

### Morte
Nel 1991, a seguito di un attacco cardiaco, si ritirò dalle scene. Visse con la famiglia del figlio a Beverly Hills dal 2005 fino alla sua morte, il 30 agosto 2006. Nel 2011 è stata pubblicata una sua biografia, A Life in Film, curata dal figlio Peter Ford insieme a Christopher Nickents.

## Vita privata
Ford si sposò (e divorziò) quattro volte, rispettivamente con l'attrice e ballerina Eleanor Powell, l'attrice Kathryn Hays, Cynthia Hayward e Jeanne Baus. Da Eleanor Powell ebbe il figlio Peter Ford, anche lui attore.

## Filmografia

### Cinema
- Night in Manhattan, regia di Herbert Moulton (1937) (con il nome Gwyllyn Ford) - cortometraggio
- Heaven with a Barbed Wire Fence, regia di Ricardo Cortez (1939)
- My Son Is Guilty, regia di Charles Barton (1939)
- Convicted Woman, regia di Nick Grinde (1940)
- Men Without Souls, regia di Nick Grinde (1940)
- Babies for Sale, regia di Charles Barton (1940)
- Seduzione (The Lady in Question), regia di Charles Vidor (1940)
- Blondie Plays Cupid, regia di Frank R. Strayer (1940)
- Così finisce la nostra notte (So Ends Our Night), regia di John Cromwell (1941)
- I due del Texas (Texas), regia di George Marshall (1941)
- Go West, Young Lady, regia di Frank R. Strayer (1941)
- Martin Eden (The Adventures of Martin Eden), regia di Sidney Salkow (1942)
- Flight Lieutenant, regia di Sidney Salkow (1942)
- Desperados (The Desperadoes), regia di Charles Vidor (1943)
- Ombre sul mare (Destroyer), regia di William A. Seiter (1943)
- Guadalcanal (Guadalcanal Diary), regia di Lewis Seiler (1943) - non accreditato
- Gilda, regia di Charles Vidor (1946)
- L'anima e il volto (A Stolen Life), regia di Curtis Bernhardt (1946)
- L'ultimo orizzonte (Gallant Journey), regia di William A. Wellman (1946)
- Il cerchio si chiude (Framed), regia di Richard Wallace (1947)
- La donna senza amore (The Mating of Millie), regia di Henry Levin (1948)
- Non si può continuare ad uccidere (The Man from Colorado), regia di Henry Levin (1948)
- Gli amori di Carmen (The Loves of Carmen), regia di Charles Vidor (1948)
- Richiamo d'ottobre (The Return of October), regia di Joseph H. Lewis (1948)
- Mani lorde (The Undercover Man), regia di Joseph H. Lewis (1949)
- La sete dell'oro (Lust for Gold), regia di S. Sylvan Simon (1949)
- Purificazione (Mr. Soft Touch), regia di Gordon Douglas e Henry Levin (1949)
- Il dottore e la ragazza (The Doctor and the Girl), regia di Curtis Bernhardt (1949)
- La torre bianca (The White Tower), regia di Ted Tetzlaff (1950)
- Condannato! (Convicted), regia di Henry Levin (1950)
- Il mistero del V3 (The Flying Missile), regia di Henry Levin (1950)
- Il messaggio del rinnegato (The Redhead and the Cowboy), regia di Leslie Fenton (1951)
- Follow the Sun, regia di Sidney Lanfield (1951)
- Il segreto del lago (The Secret of Convict Lake), regia di Michael Gordon (1951)
- Il guanto verde (The Green Glove), regia di Rudolph Maté (1952)
- Avvocato di me stesso (Young Man with Ideas), regia di Mitchell Leisen (1952)
- Trinidad (Affair in Trinidad), regia di Vincent Sherman (1952)
- Terrore sul treno (Time Bomb), regia di Ted Tetzlaff (1953)
- Il traditore di Forte Alamo (The Man from the Alamo), regia di Budd Boetticher (1953)
- I saccheggiatori del sole (Plunder of the Sun), regia di John Farrow (1953)
- Il grande caldo (The Big Heat), regia di Fritz Lang (1953)
- I ribelli dell'Honduras (Appointment in Honduras), regia di Jacques Tourneur (1953)
- City Story, regia di William Beaudine (1954) - cortometraggio
- La bestia umana (Human Desire), regia di Fritz Lang (1954)
- L'americano (The Americano), regia di William Castle (1955)
- Uomini violenti (The Violent Men), regia di Rudolph Maté (1955)
- Il seme della violenza (Blackboard Jungle), regia di Richard Brooks (1955)
- Oltre il destino (Interrupted Melody), regia di Curtis Bernhardt (1955)
- L'imputato deve morire (Trial), regia di Mark Robson (1955)
- Il ricatto più vile (Ransom!), regia di Alex Segal (1956)
- Vento di terre lontane (Jubal), regia di Delmer Daves (1956)
- La pistola sepolta (The Fastest Gun Alive), regia di Russell Rouse (1956)
- La casa da tè alla luna d'agosto (The Teahouse of the August Moon), regia di Daniel Mann (1956)
- Quel treno per Yuma (3:10 to Yuma), regia di Delmer Daves (1957)
- Alla larga dal mare (Don't Go Near the Water), regia di Charles Walters (1957)
- Cowboy, regia di Delmer Daves (1958)
- La legge del più forte (The Sheepman), regia di George Marshall (1958)
- Il falso generale (Imitation General), regia di George Marshall (1958)
- Inferno sul fondo (Torpedo Run), regia di Joseph Pevney (1958)
- Cominciò con un bacio (It Started with a Kiss), regia di George Marshall (1959)
- Gazebo (The Gazebo), regia di George Marshall (1959)
- Cimarron, regia di Anthony Mann (1960)
- Tanoshimi, è bello amare (Cry for Happy), regia di George Marshall (1961)
- Angeli con la pistola (Pocketful of Miracles), regia di Frank Capra (1961)
- I quattro cavalieri dell'Apocalisse (The Four Horsemen of the Apocalypse), regia di Vincente Minnelli (1962)
- Operazione terrore (Experiment in Terror), regia di Blake Edwards (1962)
- Una fidanzata per papà (The Courtship of Eddie's Father), regia di Vincente Minnelli (1963)
- Il granduca e mister Pimm (Love Is a Ball), regia di David Swift (1963)
- Compagnia di codardi? (Advance to the Rear), regia di George Marshall (1964)
- Destino in agguato (Fate Is the Hunter), regia di Ralph Nelson (1964)
- Tre donne per uno scapolo (Dear Heart), regia di Delbert Mann (1964)
- Gli indomabili dell'Arizona (The Rounders), regia di Burt Kennedy (1965)
- La trappola mortale (The Money Trap), regia di Burt Kennedy (1965)
- Parigi brucia? (Paris brûle-t-il?), regia di René Clément (1966)
- 48 ore per non morire (Rage), regia di Gilberto Gazcón (1966)
- Assalto finale (A Time for Killing), regia di Phil Karlson (1967)
- Sfida oltre il fiume rosso (The Last Challenge), regia di Richard Thorpe (1967)
- L'ultimo colpo in canna (Day of the Evil Gun), regia di Jerry Thorpe (1968)
- Smith, un cowboy per gli indiani (Smith!), regia di Michael O'Herlihy (1969)
- Il pistolero di Dio (Heaven with a Gun), regia di Lee H. Katzin (1969)
- Vivo quanto basta per ammazzarti! (Santee), regia di Gary Nelson (1973)
- Target Eva Jones, regia di Luciano B. Carlos (1974)
- La battaglia di Midway (Midway), regia di Jack Smight (1976)
- Superman, regia di Richard Donner (1978)
- Stridulum, regia di Giulio Paradisi (1979)
- Day of the Assassin, regia di Brian Trenchard-Smith (1979)
- Ultimo rifugio: Antartide (Fukkatsu no hi), regia di Kinji Fukasaku (1980)
- Compleanno di sangue (Happy Birthday to Me), regia di J. Lee Thompson (1981)
- Casablanca Express, regia di Sergio Martino (1989)
- Border Shootout, regia di Chris McIntyre (1990)
- Intuizioni mortali (Raw Nerve), regia di David A. Prior (1991)

### Televisione
- La congiura (The Brotherhood of the Bell), regia di Paul Wendkos – film TV (1970)
- Lo sceriffo del sud (Cade's County) – serie TV, 24 episodi (1971-1972)
- Jarrett, regia di Barry Shear – film TV (1973)
- La famiglia Holvak (The Family Holvak) – serie TV, 10 episodi (1975)
- Militari di carriera (Once an Eagle) – miniserie TV, 7 puntate (1976-1977)
- Havoc – documentario televisivo, 12 puntate (1978)
- Sulle strade della California (Police Story) – serie TV, episodio 5x06 (1978)

## Riconoscimenti
Dopo esser stato candidato nel 1957 e nel 1958, vinse il Golden Globe come miglior attore per la sua interpretazione nel film Angeli con la pistola (1961) di Frank Capra. Per il suo contributo all'industria del cinema, gli venne assegnata una stella nella Hollywood Walk of Fame di Los Angeles, al numero 6.933 di Hollywood Boulevard. Nel 1978 fu ammesso alla Western Performers Hall of Fame del National Cowboy & Western Heritage Museum di Oklahoma City. Nel 1992 fu insignito della Legion d'onore per le sue azioni durante la Seconda guerra mondiale.

## Doppiatori italiani
- Stefano Sibaldi in Seduzione, I due del Texas, Desperados, Ombre sul mare, Gilda, L'anima e il volto, Il cerchio si chiude, La donna senza amore, Non si può continuare ad uccidere, Gli amori di Carmen, Mani lorde, La sete dell'oro, Purificazione, Condannato!, Il mistero del V3, Trinidad, Il traditore di Forte Alamo, I saccheggiatori del sole, Il grande caldo, La bestia umana, Uomini violenti, Vento di terre lontane, La casa da tè alla luna d'agosto
- Giuseppe Rinaldi in Desperados (ridoppiaggio), La legge del più forte, Il falso generale, Inferno sul fondo, Cominciò con un bacio, Gazebo, Cimarron, Angeli con la pistola, I quattro cavalieri dell'Apocalisse, Operazione terrore, Una fidanzata per papà, Il granduca e mister Pimm, Tre donne per uno scapolo, Gli indomabili dell'Arizona, Assalto finale, Sfida oltre il fiume rosso
- Giulio Panicali in Il guanto verde, Avvocato di me stesso, L'americano, Il seme della violenza, Oltre il destino, L'imputato deve morire, Il ricatto più vile, La pistola sepolta, Quel treno per Yuma, Alla larga dal mare, Cowboy
- Pino Locchi in Il messaggio del rinnegato, Parigi brucia?, Stridulum
- Sergio Graziani in Destino in agguato, Superman
- Emilio Cigoli in Il segreto del lago, I ribelli dell'Honduras
- Michele Kalamera in Il pistolero di Dio, Superman (ridoppiaggio)
- Pino Colizzi nei ridoppiaggi di Gilda e Gli amori di Carmen
- Mario Pisu in Martin Eden
- Carlo D'Angelo in Terrore sul treno
- Walter Maestosi in L'ultimo colpo in canna
- Elio Zamuto in Smith, un cowboy per gli indiani
- Marcello Tusco in La battaglia di Midway
- Sergio Rossi in Casablanca Express
- Massimo Lodolo in Così finisce la nostra notte (ridoppiaggio)
- Michele Gammino in Non si può continuare ad uccidere (ridoppiaggio)